# 张开勋
张开勋（1951年3月—），男，汉族，甘肃古浪人，中华人民共和国政治人物，曾任中共嘉峪关市委书记，甘肃省人大常委会秘书长、副主任，第十届全国人大代表。